# Anton Saurma von der Jeltsch

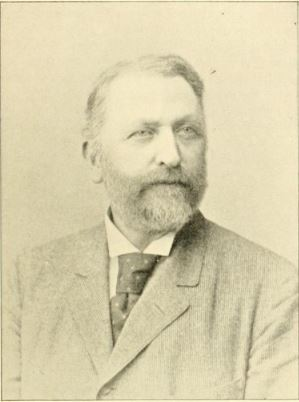
Anton Saurma von der Jeltsch

Johann Anton Freiherr Saurma von der Jeltsch, auch bekannt als von Saurma-Jeltsch oder von Saurma-Lorzendorf (* 27. März 1836 in Adelsdorf; † 28. April 1900 in Brauchitschdorf, Landkreis Lüben) war ein deutscher Diplomat.

## Herkunft
Anton Saurma von der Jeltsch wurde geboren als Sohn des Alexander Graf von Saurma-Lorzendorf (* 27. September 1804; † 2. Januar 1841) und der Luise geb. Gräfin Frankenberg und Ludwigsdorff (* 29. Januar 1809; † 24. Dezember 1878). Der deutsche Numismatiker Hugo von Saurma-Jeltsch (1837–1896) war sein Bruder.

## Leben
Er studierte an der Rheinischen Friedrich-Wilhelms-Universität Bonn Rechtswissenschaften. 1856 wurde er Mitglied des Corps Borussia Bonn. 1862 trat er in den diplomatischen Dienst ein, zunächst bei der Gesandtschaft, dann als Attaché in Paris. Nachdem er als preußischer Landwehroffizier am Deutschen Krieg teilgenommen hatte, leitete er die Geschäfte verschiedener Gesandtschaften. 1872 wurde er Legationsrat. 1873 wurde er zum Botschaftsrat in Konstantinopel ernannt. 1875 wurde er deutscher Generalkonsul in Belgrad und 1876 in Alexandria. 1882 wurde er deutscher Gesandter am rumänischen Hof in Bukarest und 1885 am niederländischen Hof in Den Haag. 1891 wurde er preußischer Gesandter am württembergischen Hof in Stuttgart. 1893 wurde er erster deutscher Botschafter in den Vereinigten Staaten von Amerika in Washington, D.C., 1895 bei der Ottomanischen Pforte in Konstantinopel und 1897 am italienischen Hof in Rom. 1899 trat Saurma von der Jeltsch in den Ruhestand ein.

## Familie
Anton heiratete am 27. Juni 1872 Margarethe Gräfin von Hatzfeldt zu Trachenberg (* 23. April 1850; † 16. Juli 1923). Die Ehe wurde 1884 wieder geschieden. Die beiden Kinder aus der Beziehung trugen den Freiherrentitel.
- Tochter Carmen (* 29. November 1875; † 16. Oktober 1952) liierte sich mit dem Reserveoffizier Stanislaus Graf Hoyos, Freiherr zu Stichsenstein, Gutsherr auf Hermsdorf und Klein Jauer, Kreis Glogau.
- Sohn Maximilian Freiherr zu Saurma von der Jeltsch (* 5. April 1873; † 31. Mai 1949),[2] war Rittmeister d. R. des elitären Garde-Kürassier-Regiments, Ehrenritter des souveränen Malteserordens. Er gründete 1912 mit Anne-Marie Gräfin Strachwitz von Groß Zauche und Camminetz (* 24. Dezember 1889; † 28. März 1975) eine Familie. Sie hatten den Sohn Anton Freiherr zu Saurma von der Jeltsch (* 23. Oktober 1914; † 31. Dezember 1994), der mit Elisabeth von Stumm (* 29. Juli 1918; † 9. Januar 1996) verheiratet war. Dieser betrieb Gut Schimmelwitz in Schlesien, welcher ursprünglich der Familienlinie Lorzendorf gehörte. Maximilian Freiherr zu Saurma von der Jeltsch selbst besaß den alten Fideikommiss Ober-Struse im Kreis Breslau. Um 1916 lebte er kurz in Neu Golm bei Beeskow und ließ sich dort ein wenig genutztes herrschaftliches Wohnhaus errichten.[3] Neu-Golm war kein Rittergut.

## Auszeichnungen
- Ernennung zum Wirklichen Geheimen Rat
- Verleihung des Titels Exzellenz